# عقاب آهنی
عقاب آهنی (به انگلیسی: Iron Eagle) فیلمی آمریکایی-کانادایی در سبک اکشن به کارگردانی سیدنی جی. فیوری با بازی لوئیس گوست محصول سال ۱۹۸۶ است.